# Lavochkin La-VRD
Il Lavochkin La-VRD era un aereo sperimentale sovietico progettato dall'OKB Lavochkin. Pensato come caccia a reazione, il velivolo fu progettato dal 1944, nonostante in Unione Sovietica a quel tempo non ci fosse neanche un solo motore a reazione disponibile. Il progetto, sotto certi aspetti innovativo, fu abbandonato all'inizio del 1945.

## Storia del progetto
Nel 1944, l'OKB Lavochkin iniziò la progettazione di un caccia a reazione. Il progetto venne realizzato dall'ufficio Lavochkin per gli aerei sperimentali di Mosca, nelle fabbriche aeronautiche N.81. Il progettista capo del progetto era l'aiutante più vicino a Semën Alekseevič Lavočkin, Semën Mihajlovič Alekseev, che amava molto il design a doppia trave di coda che aveva sperimentato su precedenti studi di caccia a pistoni. Un altro membro del team di progettazione era V.R. Yefryemov, che sembra essere colui che realizzò buona parte del lavoro.
L'aereo rispettava le raccomandazioni dello TsAGI riguardo agli aerei ad alta velocità ed in generale era un progetto molto innovativo anche per via della poco utilizzata doppia trave di coda. All'inizio del 1945 il progetto fu abbandonato dall'OKB Lavochkin per concentrarsi su altri caccia a reazione.

## Tecnica

### Cellula
La cellula era realizzata completamente in metallo, in configurazione a doppia trave di coda, già utilizzata su aerei a pistoni come il P-38 Lightning e poi sperimentata su altri jet come il De Havilland Vampire, il Saab 21R e il De Havilland Venom. L'abitacolo era pressurizzato, per consentire un migliore utilizzo ad alta quota.

### Motore
Il velivolo avrebbe dovuto utilizzare un motore Lyulka S-18 da 1 250 kg di spinta, motore che fece i primi test alla fine della seconda guerra mondiale, fatto che causò la sospensione dello sviluppo del velivolo. Secondo il progetto sarebbe stato collocato dietro il pilota nella parte corta della fusoliera.
Furono osservati da V.R. Yefremov alcuni problemi al propulsore nelle fasi di accelerazione, problemi che non furono mai completamente risolti.

### Sistemi e impianti
Il La-VRD era dotato di abitacolo pressurizzato, carrello triciclo con i vani dei carrelli posteriori situati nelle travi di coda. La coda era rialzata rispetto alla linea di spinta del motore. Le prese d'aria di quest'ultimo erano situate lateralmente nella fusoliera.

### Armamento
L'armamento consisteva in un cannone Nudelman-Suranov NS-23 sistemato in entrambe le travi di coda, per un totale di due cannoni da 23 mm.

## Impiego operativo
IL La-VRD non fu mai costruito né ebbe quindi la possibilità di effettuare dei voli di prova, che erano comunque previsti per il 1º marzo 1946 e che furono cancellati per l'abbandono del programma.